# VIPs
VIPs é um filme brasileiro de 2011, do gênero drama biográfico, dirigido por Toniko Melo, com roteiro de Bráulio Mantovani e Thiago Dottori baseado na biografia do estelionatário Marcelo Nascimento da Rocha escrita por Mariana Caltabiano.
Concorreu à vaga de melhor filme estrangeiro no Oscar 2012. 

## Trama
O filme conta a história de Marcelo da Rocha (Wagner Moura), um homem que, quando criança, adorava imitar as pessoas. Ele mora no estado do Paraná com sua mãe, uma cabeleireira, e seu grande sonho é aprender a voar e se tornar um piloto como seu pai.
Marcelo foge de casa e viaja para o Mato Grosso do Sul. Lá, ele começa a trabalhar em um hangar, aprendendo a pilotar aviões e logo começa a trabalhar com contrabando, assumindo sempre novas identidades. Depois de ganhar muito dinheiro, Marcelo se prepara para o maior golpe de sua vida: posando pelo empresário Henrique Constantino, irmão do dono da companhia aérea Gol .
Ele desembarca em um resort no Recife e convence todos os VIPs da festa por alguns dias que é o verdadeiro Henrique. Exceto pela milionária Sandra, que conhece seu segredo, mas deixou-se seduzir por ele. Tudo vai bem até que Marcelo dá uma entrevista na TV, sendo desmascarado e forçado a fugir.

## Elenco
- Wagner Moura ... Marcelo Nascimento da Rocha
- Gisele Fróes ... Silvia
- Jorge D'Elía ... Patrão
- Emiliano Ruschel ... Fausto
- Roger Gobeth ... Renato Jacques
- Juliana Schalch ... Lu Paes
- Juliano Cazarré ... Baña
- Arieta Corrêa ... Sandra
- Norival Rizzo ... Pai de Marcelo
- João Francisco Tottene ... Marcelo Nascimento da Rocha (criança)
- Amaury Jr. ... Amaury Jr.
- Marisol Ribeiro ... Moça no resort
- Leandro Daniel ... Silva